# Puaz
Puaz (symbol: P) – jednostka lepkości dynamicznej w układzie jednostek miar CGS, nazwana na cześć francuskiego fizyka i lekarza Jeana L. M. Poiseuille'a.
1 P = 1 dyn·s/cm2 = 1 g·cm−1·s−1
W układzie SI analogiczną jednostką jest Pa·s.
1 Pa·s = 10 P
W praktyce często wygodniej jest stosować jednostkę sto razy mniejszą: centypuaz (cP).
1 cP = 1 mPa·s